# Mario Pestano
Mario Pestano García, (Arico, Tenerife, 8 de abril de 1978) es un ex atleta español de 1,95 m de altura y 120 kg de peso especializado en lanzamientos. Ha destacado sobre todo en lanzamiento de disco donde ha conseguido superar la plusmarca española absoluta de lanzamiento de disco hasta en ocho ocasiones, hasta dejarla en una marca de 69,50 metros. El.club en el que se retiró fue el Club Atletismo Unicaja Jaén.

## Biografía
Mario Pestano García nació en Arico (Tenerife, Islas Canarias), vivió en El Fraile, municipio de Arona, durante los primeros años de su vida. Mario se inició en el atletismo con 10 años en el Colegio de Las Galletas, para posteriormente pasar al C.A. Arona, equipo con el que lograría convertirse en campeón de España de lanzamiento de disco en las categorías cadete y júnior. A los dieciocho años se trasladó a León, entrenando en el C.A Arona hasta los veinte años, cuando pasaría a formar parte del Club de Atletismo Universidad de León, en el que batió el récord de España absoluto de disco.
Más adelante pasaría a formar parte del Airtel (2001), el Puma Chapín Jerez (2002) y de nuevo al C.A. Arona (2003-2006), equipo con el que establecería el récord de España en 68 metros. En 2005 se trasladó a Barcelona, para trabajar con su nuevo entrenador Luis Lizaso en el Centro de Alto Rendimiento de Sant Cugat del Vallés. En la temporada 2007 pasaría a formar parte del Club Atletismo Tenerife CajaCanarias, con el que batiría de nuevo el récord de España, dejándolo en 68,26 metros, posteriormente en el año 2008 lo volvería a superar con un lanzamiento de 68,61 metros y finalmente en 69,50 metros durante el Campeonato de España celebrado en Tenerife. En 2013 firmó por el Unicaja Jaén.
Mario Pestano ha sido 43 veces internacional (1999-2011).

## Palmarés nacional
- Plusmarca Española absoluta de lanzamiento de disco (69,50m)
- Plusmarca Española categoría promesa de lanzamiento de disco (61,73 m)
- Campeón de España absoluto de disco (2001, 2002, 2003, 2004, 2005, 2006, 2007, 2008, 2009, 2010, 2011 y 2012)
- Campeón de España promesa de disco (1998, 1999, 2000)
- Campeón de España júnior de disco (1997)
- Campeón de España cadete de disco (1995)

## Palmarés internacional
| Año  | Competición               | Ciudad               | Clasificación | Marca   |
| ---- | ------------------------- | -------------------- | ------------- | ------- |
| 2001 | Universiadas              | Pekín, China         | 10.º          |         |
| 2001 | Juegos Mediterráneos      | Radès, Túnez         | 3.º           | 63.71 m |
| 2001 | Mundial de Atletismo      | Edmonton, Canadá     | 22º           | 56.58 m |
| 2002 | Europeo de Atletismo      | Múnich, Alemania     | 4.º           | 64.69 m |
| 2003 | Mundial de Atletismo      | París, Francia       | 8.º           | 64.39 m |
| 2003 | IAAF Final del Mundo      | Monte Carlo, Mónaco  | 8.º           | 59.96 m |
| 2004 | Juegos Olímpicos          | Atenas, Grecia       | 12.º          | 61.69m  |
| 2004 | IAAF Final del Mundo      | Monte Carlo, Mónaco  | 1.º           | 64.11 m |
| 2005 | Mundial de Atletismo      | Helsinki, Finlandia  | 11.º          | 62.75 m |
| 2005 | IAAF Final del Mundo      | Monte Carlo, Mónaco  | 6.º           | 62.97 m |
| 2005 | Juegos Mediterráneos      | Almería, España      | 1.º           | 63.96 m |
| 2006 | Europeo de Atletismo      | Goteborg, Suecia     | 4.º           | 64.84m  |
| 2008 | Juegos Olímpicos          | Pekín, China         | 9.º           | 63.42m  |
| 2010 | Campeonato Iberoamericano | San Fernando, España | 1.º           | 63.01m  |
| 2010 | Europeo de Atletismo      | Barcelona, España    | 6.º           | 64.51m  |
| 2011 | Mundial de Atletismo      | Daegu, Corea del Sur | 11.º          | 63.00m  |
| 2012 | Juegos Olímpicos          | Londres, Reino Unido | 14.º          | 63.40m  |
| 2013 | Mundial de Atletismo      | Moscú, Rusia         | 12.º          | 61.88m  |

## Progresión
- 1995: 49,36 m
- 1996: 50,56 m
- 1997: 53,68 m
- 1998: 54,96 m
- 1999: 61,73 m
- 2000: 61,63 m
- 2001: 67,92 m
- 2002: 67,46 m
- 2003: 64,99 m
- 2004: 68,00 m
- 2005: 66,57 m
- 2006: 66,31 m
- 2007: 68,26 m
- 2008: 69,50 m[3] (27 de julio de 2008)

### Otras marcas
Lanzamiento de peso: 18,64 (2002); 18,75 en pista cubierta (2000)